# Regional Preferente de La Rioja 2007-08
La temporada 2007-08 de Regional Preferente de La Rioja era el quinto y último nivel de las Ligas de fútbol de España para los clubes de La Rioja, por debajo de la Tercera División de España.

## Sistema de competición
Un único grupo con los 18 equipos se enfrentarían a doble vuelta, una vez en casa y otra en el campo del equipo rival, todos contra todos.
Los equipos que se clasificaran en los tres primeros puestos ascenderían directamente a Tercera División, exceptuando filiales que ya dispongan de un equipo en la categoría inmediatamente superior. Si hubiera alguna vacante más en el grupo XVI de Tercera División ascenderían los siguientes clasificados.

## Clasificación[1]
| Pos. | Equipo                             | Pts. | PJ | G  | E  | P  | GF | GC | Dif. |                                              |
| ---- | ---------------------------------- | ---- | -- | -- | -- | -- | -- | -- | ---- | -------------------------------------------- |
| 1    | Comillas C. F. (C)                 | 79   | 34 | 24 | 7  | 3  | 76 | 18 | +58  | El club no compite en la siguiente temporada |
| 2    | C. D. Berceo (A)                   | 75   | 34 | 23 | 6  | 5  | 83 | 32 | +51  | Ascenso directo a Tercera                    |
| 3    | C. D. Tedeón (A)                   | 72   | 34 | 23 | 3  | 8  | 59 | 28 | +31  | Ascenso directo a Tercera                    |
| 4    | A. F. Calahorra (A)                | 67   | 34 | 20 | 7  | 7  | 64 | 35 | +29  | Ascenso directo a Tercera                    |
| 5    | Casalarreina C. F.                 | 65   | 34 | 19 | 8  | 7  | 78 | 51 | +27  |                                              |
| 6    | C. D. Pradejón                     | 63   | 34 | 18 | 9  | 7  | 74 | 45 | +29  |                                              |
| 7    | C. D. Aldeano River                | 56   | 34 | 17 | 5  | 12 | 65 | 45 | +20  |                                              |
| 8    | C. D. Bañuelos                     | 53   | 34 | 15 | 8  | 11 | 53 | 48 | +5   |                                              |
| 9    | C. D. San Lorenzo                  | 50   | 34 | 13 | 11 | 10 | 62 | 42 | +20  |                                              |
| 10   | Universal Futbolística Rioja F. C. | 48   | 34 | 15 | 3  | 16 | 83 | 79 | +4   |                                              |
| 11   | C. D. Autol                        | 45   | 34 | 12 | 9  | 13 | 48 | 57 | −9   |                                              |
| 12   | C. D. Anguiano "B"                 | 41   | 34 | 11 | 8  | 15 | 40 | 49 | −9   |                                              |
| 13   | C. D. F. C. La Calzada             | 35   | 34 | 10 | 5  | 19 | 58 | 72 | −14  |                                              |
| 14   | C. At. Vianés "B"                  | 32   | 34 | 9  | 5  | 20 | 45 | 86 | −41  | El club no compite en la siguiente temporada |
| 15   | C. P. Calasancio "B"               | 29   | 34 | 8  | 5  | 21 | 30 | 69 | −39  |                                              |
| 16   | C. Haro Deportivo Promesas         | 27   | 34 | 7  | 6  | 21 | 36 | 86 | −50  |                                              |
| 17   | A. D. R. Santa María               | 16   | 34 | 4  | 4  | 26 | 31 | 85 | −54  | El club no compite en la siguiente temporada |
| 18   | C. D. Celta Cenicero               | 9    | 34 | 2  | 3  | 29 | 31 | 89 | −58  | El club no compite en la siguiente temporada |

 Fuente: www.futbol-regional.es

### Tabla de resultados cruzados
| Local \ Visitante          | COM | BER | TED | CAL | CAS | PRA | ALD | BAN | SAN | RIO | AUT | ANG | LCA | AVI | CPC | HAR | RIO | CEL |
| -------------------------- | --- | --- | --- | --- | --- | --- | --- | --- | --- | --- | --- | --- | --- | --- | --- | --- | --- | --- |
| C. D. C. F. Comillas       | —   | 2–1 | 0–1 | 0–0 | 4–1 | 2–0 | 1–0 | 4–0 | 0–2 | 5–0 | 6–1 | 1–1 | 5–0 | 1–0 | 4–1 | 5–0 | 5–0 | 2–0 |
| C. D. Berceo               | 1–1 | —   | 3–1 | 3–0 | 1–0 | 1–1 | 4–1 | 2–2 | 2–1 | 3–1 | 3–1 | 1–1 | 3–1 | 5–1 | 5–1 | 6–0 | 3–1 | 3–0 |
| C. D. Tedeón               | 0–2 | 1–2 | —   | 1–1 | 1–2 | 2–2 | 3–1 | 3–0 | 1–0 | 1–0 | 1–1 | 2–0 | 3–1 | 3–1 | 1–0 | 3–0 | 1–0 | 2–0 |
| A. F. Calahorra            | 0–0 | 0–1 | 1–4 | —   | 3–0 | 6–3 | 1–0 | 3–3 | 2–0 | 6–0 | 3–0 | 2–1 | 1–0 | 1–0 | 2–0 | 2–0 | 6–0 | 4–1 |
| Casalarreina C. F.         | 2–2 | 1–1 | 3–1 | 5–1 | —   | 1–1 | 2–2 | 2–1 | 2–1 | 5–0 | 2–2 | 2–1 | 7–3 | 6–1 | 2–1 | 2–1 | 5–0 | 3–0 |
| C. D. Pradejón             | 0–3 | 2–1 | 1–0 | 2–2 | 3–3 | —   | 0–3 | 2–3 | 2–2 | 4–0 | 2–2 | 6–0 | 3–0 | 4–1 | 1–0 | 6–0 | 4–0 | 4–0 |
| Aldeano River              | 0–1 | 3–1 | 0–1 | 2–2 | 3–2 | 2–1 | —   | 2–0 | 2–1 | 3–1 | 0–0 | 1–1 | 2–0 | 7–0 | 5–1 | 4–3 | 3–1 | 4–2 |
| C. D. Bañuelos             | 1–2 | 0–3 | 2–0 | 0–1 | 1–3 | 3–0 | 2–0 | —   | 3–3 | 2–1 | 1–2 | 2–0 | 1–1 | 2–0 | 3–1 | 2–1 | 2–1 | 3–1 |
| C. D. San Lorenzo          | 0–0 | 1–0 | 0–1 | 0–0 | 2–1 | 0–0 | 1–2 | 1–1 | —   | 3–1 | 1–2 | 0–0 | 3–0 | 5–0 | 2–3 | 5–0 | 3–1 | 2–1 |
| A. D. Riojana Santa María  | 1–3 | 0–3 | 0–2 | 1–3 | 0–1 | 1–4 | 1–4 | 1–2 | 3–3 | —   | 0–1 | 1–2 | 3–2 | 3–0 | 0–0 | 1–1 | 0–2 | 3–1 |
| C. D. Autol                | 0–1 | 1–2 | 0–2 | 1–0 | 3–1 | 0–2 | 0–0 | 0–1 | 3–5 | 1–1 | —   | 0–0 | 2–1 | 4–0 | 2–0 | 2–2 | 1–1 | 3–2 |
| C. D. Anguiano "B"         | 1–0 | 2–0 | 1–3 | 0–1 | 3–0 | 1–2 | 2–1 | 1–0 | 3–1 | 3–0 | 1–2 | —   | 1–2 | 4–3 | 0–0 | 2–2 | 3–0 | 3–0 |
| C. D. F. C. La Calzada     | 1–3 | 1–2 | 0–3 | 1–2 | 1–1 | 1–1 | 4–2 | 1–2 | 2–2 | 4–3 | 3–4 | 0–1 | —   | 7–0 | 1–0 | 2–0 | 4–3 | 3–1 |
| C. Atlético Vianés "B"     | 0–6 | 2–2 | 0–2 | 0–2 | 1–2 | 2–3 | 1–0 | 0–0 | 0–0 | 2–1 | 1–1 | 2–0 | 2–1 | —   | 4–0 | 3–1 | 2–1 | 4–1 |
| C. P. Calasancio "B"       | 0–0 | 0–3 | 1–3 | 0–5 | 1–2 | 0–2 | 0–3 | 1–0 | 1–3 | 2–0 | 1–0 | 0–0 | 0–3 | 4–2 | —   | 2–2 | 2–0 | 1–2 |
| C. Haro Deportivo Promesas | 0–1 | 1–3 | 0–1 | 1–0 | 0–5 | 0–1 | 0–3 | 1–4 | 0–5 | 3–0 | 2–0 | 3–2 | 2–2 | 1–0 | 0–2 | —   | 3–0 | 2–1 |
| A. D. Riojana Santa María  | 1–3 | 0–3 | 0–2 | 1–3 | 0–1 | 1–4 | 1–4 | 1–2 | 3–3 | 0–2 | 0–1 | 1–2 | 3–2 | 3–0 | 0–0 | 1–1 | —   | 3–1 |
| C. D. Celta Cenicero       | 0–2 | 1–4 | 0–1 | 0–1 | 2–2 | 0–2 | 1–2 | 1–1 | 2–3 | 1–2 | 0–2 | 3–1 | 1–4 | 1–4 | 1–2 | 2–2 | 1–2 | —   |

## Datos y estadísticas

### Récords
| Récords de equipos       | Récords de equipos | Récords de equipos                               | Récords de equipos     | Récords de equipos           | Récords de equipos | Récords de equipos           | Récords de equipos     | Récords de equipos |
| Grupo                    | Fecha              | Equipo/s                                         | Local                  |                              | Resultado          |                              | Visitante              | Rep.               |
| ------------------------ | ------------------ | ------------------------------------------------ | ---------------------- | ---------------------------- | ------------------ | ---------------------------- | ---------------------- | ------------------ |
| Más goles en un partido  | 11-05-2008         | Casalarreina C. F. y C. D. F. C. La Calzada (10) | Casalarreina C. F.     | Bandera de La Rioja (España) | 7 – 3              | Bandera de La Rioja (España) | C. D. F. C. La Calzada | Jornada 33         |
| Mayor victoria local     | 16-09-2007         | Aldeano River (+7)                               | Aldeano River          | Bandera de La Rioja (España) | 7 – 0              | Bandera de Navarra           | C. Atlético Vianés "B" | Jornada 2          |
| Mayor victoria local     | 09-03-2008         | C. D. F. C. La Calzada (+7)                      | C. D. F. C. La Calzada | Bandera de La Rioja (España) | 7 – 0              | Bandera de Navarra           | C. Atlético Vianés "B" | Jornada 24         |
| Mayor victoria visitante | 18-05-2008         | Comillas C. F. (+6)                              | C. Atlético Vianés "B" | Bandera de Navarra           | 0 – 6              | Bandera de La Rioja (España) | Comillas C. F.         | Jornada 34         |

Fuente: Fútbol Regional.